# Lista orașelor din Bhutan
Aceasta pagină este o listă a orașelor din Bhutan.

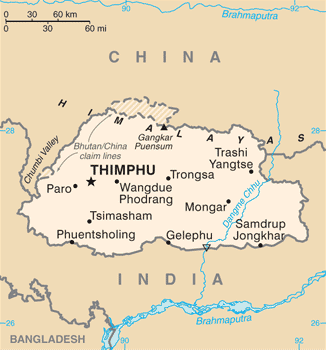
Harta Bhutanului

- Chhukha
- Damphu
- Gasa Dzong
- Geylegphug
- Ha
- Jakar
- Lhuntshi
- Mongar
- Paro
- Pemagatsel
- Phuntsholing
- Punakha
- Samchi
- Samdrup Jongkhar
- Shemgang
- Taga Dzong
- Thimphu
- Tashigang
- Tongsa
- Wangdiphodrang

## Cele mai mari orașe (rec. 2005[1])
1. Thimphu - 79.185
2. Phuntsholing - 20.537
3. Punakha -
4. Samdrup Jongkhar -
5. Geylegphug -
6. Paro -
7. Tashigang -
8. Wangdiphodrang -
9. Taga Dzong -
10. Tongsa -